# Hipersexualitat
La hipersexualitat és l'augment extremadament freqüent o sobtat de la libido. Hi ha controvèrsia sobre si s'ha d'incloure com a diagnòstic mèdic utilitzat pels professionals de la salut mental. La nimfomania (en dones) i la satiriasi (en homes) eren termes que s'utilitzaven anteriorment per a aquesta condició.
La hipersexualitat pot ser una condició primària o el símptoma d'una altra malaltia o condició mèdica; per exemple, la síndrome de Klüver-Bucy o el trastorn bipolar. La hipersexualitat també es pot presentar com un efecte secundari d'una medicació, com els fàrmacs utilitzats per tractar la malaltia de Parkinson. Els metges encara no han arribat a un consens sobre la millor manera de descriure la hipersexualitat com a condició primària, o per determinar la conveniència de descriure aquests comportaments i impulsos com una patologia separada.
Els comportaments hipersexualsls són considerats diversament per metges i terapeutes com un tipus de trastorn obsessivocompulsiu (TOC) o «trastorn de l'espectre del TOC», una addicció o un trastorn de la impulsivitat. Alguns autors no reconeixen aquesta patologia i afirmen, en canvi, que el trastorn només reflecteix una aversió cultural als comportaments sexuals excepcionals.
D'acord amb la manca de consens sobre les causes de la hipersexualitat, diversos autors han utilitzat moltes etiquetes diferents per referir-s'hi, de vegades indistintament, però sovint depenent de la teoria que afavoreixin o del comportament específic que estiguin estudiant. Els noms contemporanis inclouen masturbació compulsiva, comportament sexual compulsiu, addicció al cibersexe, erotomania, «impuls sexual excessiu», hiperfília, hipersexualitat, trastorn hipersexual, hipersexualitat problemàtica, addicció sexual, compulsivitat sexual, dependència sexual, impulsivitat sexual, «comportament sexual descontrolat», i trastorn relacionat amb la parafília.

## Causes
Hi ha poc consens entre els experts sobre les causes de la hipersexualitat. Algunes investigacions suggereixen que alguns casos poden estar relacionats amb els canvis bioquímics o fisiològics que acompanyen la demència. Les necessitats psicològiques també compliquen l'explicació biològica, que identifica el lòbul temporal/frontal del cervell com l'àrea de regulació de la libido. Les persones que pateixen lesions en aquesta part del cervell corren un risc més gran de tenir un comportament agressiu i altres problemes de conducta que inclouen canvis de personalitat i un comportament sexual socialment inapropiat, com la hipersexualitat. Aquest mateix símptoma es pot produir després d'una lobotomia temporal unilateral. Hi ha altres factors biològics que s'associen a la hipersexualitat, com els canvis premenstruals i l'exposició a hormones virilitzants a la infància o a l'úter.

### Fisiologia
A les investigacions sobre l'ús d'antiandrògens per reduir comportaments sexuals indesitjables, com la hipersexualitat, s'ha descobert que la testosterona és necessària, però no suficient, per a l'impuls sexual. Altres factors proposats són la manca de proximitat física i l'oblit del passat recent.
La hiperactivitat patogènica de la via mesolímbica dopaminèrgica al cervell -formada ja sigui psiquiàtricament, durant la mania, o farmacològicament, com a efecte secundari dels agonistes de la dopamina, específicament els agonistes que prefereixen la D₃- s'associa amb diverses addiccions i s'ha demostrat que entre alguns produeix un comportament excessivament indulgent, de vegades hipersexual. La desregulació de l'eix HPA ha estat associada amb el trastorn hipersexual.
L'Associació Americana per a la Teràpia de l'Adicció al Sexe reconeix els factors biològics com a causes que contribueixen a l'addicció al sexe. Altres factors associats inclouen components psicològics (que afecten l'estat d'ànim i la motivació, així com les funcions psicomotores i cognitives), el control espiritual, els trastorns de l'estat d'ànim, el trauma sexual i l'anorèxia de la intimitat com a causes o tipus d'addicció al sexe.

## Com a símptoma
Se sap que la hipersexualitat es presenta com a símptoma en relació amb una sèrie de trastorns mentals i neurològics. Algunes persones amb trastorn límit de la personalitat (de vegades anomenat TLP) poden ser marcadament impulsives, seductores i extremadament sexuals. La promiscuïtat sexual, les obsessions sexuals i la hipersexualitat són símptomes molt comuns tant en homes com en dones amb TLP. De vegades, per a alguns pot haver-hi formes extremes d'impulsos i desitjos parafílics.
Les persones amb trastorn bipolar poden mostrar grans canvis en el desig sexual depenent del seu estat d'ànim. Segons la definició del DSM-IV-TR, la hipersexualitat pot ser un símptoma d'hipomania o mania en el trastorn bipolar o el trastorn esquizoafectiu. La malaltia de Pick causa danys en el lòbul temporal/frontal del cervell; les persones amb la malaltia de Pick mostren una sèrie de comportaments socialment inapropiats.
Diverses patologies neurològiques, com ara la malaltia d'Alzheimer, l'autisme, el TDAH, diversos tipus de lesions cerebrals, la síndrome de Klüver-Bucy, la síndrome de Kleine-Levin i moltes més malalties neurodegeneratives poden provocar un comportament hipersexual. S'ha demostrat que el comportament sexualment inapropiat es dona en el 7-8% dels pacients d'Alzheimer que viuen a casa, en un centre d'atenció o en un entorn hospitalari. També s'ha informat que la hipersexualitat és un efecte secundari d'alguns medicaments utilitzats per tractar la malaltia de Parkinson. Algunes drogues d'ús recreatiu, com ara la metamfetamina, també poden contribuir al comportament hipersexual.
També s'ha trobat que existeix una relació directe entre la gravetat de la demència i l'aparició de conductes inadequades. La hipersexualitat pot ser causada per la demència de diverses maneres, incloent la desinhibició deguda a la malaltia orgànica, la mala interpretació dels senyals socials, la subestimació, la persistència de la conducta sexual apresa després que altres conductes s'hagin perdut, i els efectes secundaris dels medicaments utilitzats per tractar la demència. Altres possibles causes de la hipersexualitat relacionada amb la demència són la necessitat psicològica d'intimitat expressada de manera inapropiada i l'oblit del passat recent. A mesura que aquesta malaltia avança, s'ha teoritzat que l'augment de la hipersexualitat de vegades compensa el deteriorament de l'autoestima i la funció cognitiva.
Els símptomes de la hipersexualitat també són similars als de l'addicció sexual, ja que presenten trets semblants. Aquests símptomes inclouen la incapacitat de tenir intimitat (anorèxia de la intimitat), la depressió i els trastorns bipolars. La hipersexualitat resultant pot tenir un impacte en els àmbits social i laboral de la persona si els símptomes subjacents tenen una influència sistèmica prou gran.

## Com a trastorn
Des del 2010, una proposta per afegir l'addicció sexual al sistema del Manual Diagnòstic i Estadístic dels Trastorns Mentals (DSM) no ha aconseguit el suport de l'Associació Americana de Psiquiatria (APA). El DSM sí que inclou una entrada anomenada Trastorn Sexual No Especificat (TSS) que s'aplica, entre altres condicions, a l'"angoixa per un patró de relacions sexuals repetides que involucren una successió d'amants que són experimentats per l'individu només com a coses per ser. usades".
La Classificació Estadística Internacional de Malalties i Problemes de Salut Relacionats (CIM-10) de l'Organització Mundial de la Salut (OMS) inclou dues entrades rellevants. Una és "Impuls sexual excessiu" (codificada F52.7), que es divideix en satiríasi per als homes i nimfomania per a les dones. L'altra és "Masturbació excessiva" o "Onanisme (excessiu)" (codificada F98.8).
El 1988, Levine i Troiden van qüestionar si té sentit parlar d'hipersexualitat en absolut, argumentant que etiquetar els impulsos sexuals com a "extrems" simplement estigmatitza les persones que no s'ajusten a les normes de la seva cultura o grup de parells, i que la compulsivitat sexual és un mite. Tot i això, i en contrast amb aquesta visió, 30 anys després, el 2018, la CIE-11 va crear una nova classificació de la condició, el comportament sexual compulsiu, per cobrir "un patró persistent de fracàs en el control dels impulsos sexuals intensos i repetitius o impulsos que resulten en un comportament sexual repetitiu". Classifica aquesta “incapacitat de control” com una condició de salut mental anormal.

## Tractament
La hipersexualitat pot tenir un impacte negatiu en l'individu. El concepte d'hipersexualitat com a addicció va ser creat en la dècada de 1970 per antics membres d'Alcohòlics Anònims que sentien que experimentaven una manca de control i una compulsivitat amb els comportaments sexuals similar a la que tenien amb l'alcohol. Actualment hi ha múltiples grups d'autoajuda de l'estil dels 12 passos per a les persones que s'identifiquen com a addictes al sexe, entre els quals hi ha Addictes al Sexe Anònims o Sexahòlics Anònims. Alguns homes hipersexuals poden tractar la seva condició amb l'ús de medicaments (com l'acetat de ciproterona) o consumint aliments considerats anafrodisíacs. Altres hipersexuals poden optar per una via de consulta, com ara la psicoteràpia, els grups d'autoajuda o l'assessorament.

## Terminologia
El Merriam-Webster Dictionary defineix hipersexual com "l'exhibició de preocupació o indulgència inusual o excessiva per l'activitat sexual". Els sexòlegs han estat utilitzant el terme hipersexualitat des de finals del 1800, quan Krafft-Ebing va descriure diversos casos de comportaments sexuals extrems en el seu llibre fonamental de 1886, Psychopathia Sexualis. L'autor va utilitzar el terme "hipersexualitat" per descriure condicions que ara s'anomenarien ejaculació precoç.